# Euchromius viettei
Euchromius viettei là một loài bướm đêm trong họ Crambidae.